# Christiane Rochefort
Christiane Rochefort, nota anche con lo pseudonimo di Dominique Féjos (Parigi, 17 luglio 1917 – 24 aprile 1998), è stata una scrittrice francese femminista interessata alla situazione delle donne e dei bambini, che nelle sue opere ha trattato il tema della sessualità femminile e la lotta per la libertà personale.

## Biografia

### Scrittura
Il romanzo del debutto, uscito nel 1958 e intitolato Il riposo del guerriero (titolo originale Le repos du guerrier), riscosse un notevole successo ma al tempo stesso fece scandalo per il modo in cui trattava il tema della sessualità, indagando un rapporto di coppia non convenzionale.

Da questo romanzo fu tratto il film omonimo del 1962 con Brigitte Bardot, che per altro si rivela poco fedele all'originale, eliminando gli aspetti più estremi e i toni più disperati allo scopo di venire incontro al gusto del pubblico cinematografico. 
Nonostante un primo indirizzamento della giuria verso quest'opera, in seguito alle reazioni alla storia tra l'alcolizzato e la ragazza borghese, giudicata degenerata, nel 1958 non le fu assegnato il premio Fémina, ricevendo invece il Prix de la Nouvelle Vague quell'anno. La sua vocazione anticonformista non si tradì nemmeno nel suo secondo romanzo, Les petits enfants du siècle del 1961, racconto di una vita difficile, in bilico tra la solitudine sentita con rabbia e la scoperta di sé, tradotto nuovamente in italiano da Edizioni Barbès con il titolo I bambini del secolo.

### Attivismo sociale
Il 26 agosto 1970 partecipò alla marcia femminista all'Arco di Trionfo di Parigi; un gruppo di dieci donne, non solo francesi (tra le quali Christine Delphy, Namascar Shaktini, Monique Wittig, Anne Zélensky) apparse sugli Champs-Élysées con striscioni sui quali c'era scritto "un uomo su due è una donna" ed una corona di fiori per la tomba del milite ignoto contenente la scritta: “A quella più ignota del più ignoto soldato: sua moglie”. Otto di loro furono arrestate e liberate solo quando in seguito si scoprì che tra loro c'era anche Christiane Rochefort. 
Il 18 giugno del 1976, insieme ad altri intellettuali come Bernard Kouchner, Gilles Deleuze, Bernadette Lafont, Edgar Morin firma l'Appel du 18 joint, manifesto per la depenalizzazione della cannabis.

## Opere

### Romanzi
- Le Démon des pinceaux (1953), novella in Les Œuvres libres, Fayard
- Le Fauve et le Rouge-gorge (1955), novella in Les Œuvres libres, Fayard
- Cendres et Or (1956), Éditions de Paris
- Une fille mal élevée (1957), Éditions de Paris usando lo pseudonimo Dominique Féjos
- Le repos du guerrier (1958) Prix de la Nouvelle Vague
- Les petits enfants du siècle (1961)
- Les stances à Sophie (1963)
- Une rose pour Morrison (1966)
- Printemps au parking (1969)
- Archaos, ou le Jardin Etincelant (1972)
- Encore heureux qu'on va vers l'été (1975)
- Quand tu vas chez les femmes (1982)
- La porte du fond (1988) Prix Médicis
- Conversations sans paroles (1997)

### Saggi
- C'est bizarre l'écriture (1970), Grasset. Pubblicato a Québec con il titolo: Journal de printemps, récit d'un livre, Éditions de l'Étincelle, (1977)
- Les Enfants d'abord (1976), Grasset
- Le monde est comme deux chevaux (1984), Grasset

### Traduzioni e adattamenti
- En flagrant délire (1965), traduzione insieme a Rachel Mizrahi dell'In His Own Write di John Lennon), Robert Laffont
- Le Cheval fini d'Amos Kenan (1966), traduzione, Grasset
- Les Tireurs de langue d'Amos Kenan e Pierre Alechinsky (1974), adattamento, Éditions Yves Rivière
- Holocauste 2 di Amos Kenan (1976), traduzione, Flammarion

### Altro
- Ma vie revue et corrigée par l'auteur (1978), autobiografia basata sulle interviste a Maurice Chavardès), Stock
- Adieu Andromède (1997), testi, Grasset
- Journal préposthume possible(2015), diario 1986-1993, Éditions iXe
- con lo pseudonimo collettivo Benoît Becker ha pubblicazione storie scritte insieme a Guy Bechtel, Jean-Claude Carrière, Stephan Jouravieff e José-André Lacour, Éd. Fleuve Noir (collezione "Angoisse").

## Filmografia
- La signora non è da squartare (Too Many Crooks), regia di Mario Zampi (1959)
- La verità (La Vérité), regia di Henri-Georges Clouzot (1960)
- Il riposo del guerriero (Le Repos du guerrier), regia di Roger Vadim (1962)
- Questo mondo proibito, regia di Fabrizio Gabella (1962)
- Les Stances à Sophie, regia di Moshé Mizrahi (1963)
- Margarita y el lobo, regia di Cecilia Bartolomé (1969)
- L'apocalypse, regia di Jean-Claude Sée (1970)
- La Ville bidon, regia di Jacques Baratier (1973)
- Les petits enfants du siècle, regia di Michel Favart - film TV (1974)

## Teatro
- Le Repos du guerrier (1961): adattamento per il teatro di Raf Vallone (nel 1961) al Théâtre de Paris con la regia di Jean Mercure.